# Maurílio Santos

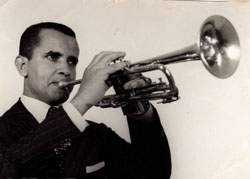
Maurílio Santos

Maurílio da Silva Santos (Rio de Janeiro, 11 de fevereiro de 1922 - Rio de Janeiro, 26 de junho de 2017) foi um trompetista brasileiro.

## História

### A origem
Filho de família humilde, teve uma infância difícil, que levou a ser criado na extinta Escola Quinze de Novembro localizada em Quintino Bocaiuva, zona norte do Rio de Janeiro.
Quando criança ocupava o tempo com música descobrindo sua vocação.
Tamanho era sua identificação com a música que imediatamente fora integrado à Banda Musical da extinta escola sob o incentivo do amigo "Sólon Gonçalves"(ex-aluno) de quem se tornara cunhado, pois Maurílio anos depois casara com Dalva Gonçalves, irmã de Sólon.
"Maurilio e Dalva" mantem o matrimônio ha mais de meio século. Maurilio é o patriarca da prole de seis filhos, doze netos e uma bisneta, todos com veia musical herdada do músico.

### Décadas de 1930 e 1940
Maurilio Santos entra para o cenário musical
A oportunidade para entrar definitivamente no cenário musical fora aos 19 anos de idade, quando Maurílio iniciou carreira como profissional graças a convite para ingressar na Orquestra do Maestro Gao Gaó-Orquestra criada no início da década de 1930, em São Paulo e, cujo nome era referente ao endereço telegráfico da gravadora Columbia no Brasil, com seus estúdios em São Paulo; foi criada e dirigida pelo maestro Odmar Amaral Gurgel, conhecido como “Maestro Gaó”, também pianista.
Sua estréia deu-se no dia 1º de dezembro de 1941 no então Cassino da Urca.
No ano seguinte, Maurílio Santos transferiu-se para o corpo de músicos da Orquestra do Maestro Simão Boutman Alô, Alô, Brasil, consolidando suas apresentações no Cassino Copacabana em 13 de outubro de 1942.

### Ano 1945
Um ano melancólico na carreira do músico
O ano de 1945 foi melancólico para os cassinos no Brasil.
Com a renúncia de Getúlio Vargas e a eleição de Gaspar Dutra a presidência, entre seus atos oficiais, destaca-se o encerramento definitivo dos cassinos, época em que Maurílio Santos iniciava-se como músico do Copacabana Palace Hotel, passando a integrar a Orquestra do Maestro Zacarias, onde atuou até o dia 6 de setembro de 1949.

### Anos 1950
Maurilio Santos é precursor de orquestra criada para televisão
Maurílio Santos foi um dos precursores da orquestra criada para a primeira emissora de televisão no Rio de Janeiro-TV Tupi PRG3 onde tocou entre outubro do ano de 1951 a março de 1952.
Também foi trumpestista no restaurante da "Boate Vogue", um dos grandes templos da noite carioca da época. O Vogue foi até o final o mais importante e refinado "nigthclub" da cidade, pois as grandes estrelas dos anos 40 e 50 se passaram por lá como: Dolores Duran que começou sua carreira no Vogue em 1946; Aracy de Almeida se apresentou em espetáculos noturnos entre 1948 e 1952; Linda Batista que foi uma das contratadas entre 1947 e 1952; sem deixar de citar outras celebridades como: Ângela Maria, Sílvio Caldas, Jorge Goulart, Inezita Barroso.
Naquela ocasião, a orquestra era formada por negros oriundos dos EUA.
Incêndio na Vogue
Na tarde de 14 de agosto de 1955, o Vogue ocupa as manchetes dos principais jornais da cidade diante da tragédia causada por um incêndio no prédio do Hotel aonde funcionava o restaurante e comoveu toda a cidade.
Memórias
Maurílio Santos relata que na noite anterior (leia-se 13 de agosto de 1955) ao incidente, houve um episódio, conta que:“por falta de espaço físico, pois a casa era pequena demais fazendo com que os clientes dançassem bem próximos ao palco.
Nisso, um determinado cliente da noite, dançando, esbarrou, acidentalmente, a mão na “campana” de seu trumpete, ferindo-lhe a boca". O episódio foi contado ao amigo "SILVIO" , músico, trabalha em boate, toca trombone de vara. Com o ocorrido, Maurílio sugeriu ao amigo que adquirisse um “trombonito"" da Weril, justamente para não vir a ser acometido de algum acidente com clientes. O músico lamenta de, na época, não possuir um Trompete Pocket (trompete em tamanho menor, atualmente muito comum o seu uso em Big Band.
Foi no ano de 1958 que o músico gravou o seu primeiro vinil com o titulo de "Maurílio-Convite para dançar-1958" recheado de grandes compositores da época como:Herivelton Martins,Monsueto e outros.

### Anos 1960
Orquestra do Maestro Cipó
A partir da década de 60, Maurílio Santos integra a Orquestra do Maestro Cipó da extinta TV Tupi, onde recebeu homenagens do programa “A Grande Chance” de Flávio Cavalcanti e participa também da então Gravadora Odeon (1963/1969), onde fez parte do projeto em que alguns músicos tinham que adotar pseudônimos em inglês, para que a gravadora entrasse no mercado internacional.
Maurilio vira Johnny Star
Maurílio Santos adotou o nome de “Johnny Star” o que o levou a uma consagração internacional e resultou na produção de três fonogramas de sucesso. Nessa mesma década, o trompetista e mais um grupo de musico participaram de um projeto da FUNARTE vindo a visitar as instalações da Weril com o objetivo de atestar o padrão de qualidade dos instrumentos fabricados pela empresa, um costume da época, no qual os músicos de sucesso visitavam as principais fábricas responsáveis em confeccionar instrumentos musicais.
SOCINPRO
Maurílio Santos é um dos fundadores da SOCINPRO - Sociedade Brasileira de Administração e Proteção de Direitos Intelectuais, cuja finalidade é defender o direito autoral no Brasil. Segundo registros, o trompetista é o sócio de matrícula n º 162.

### décadas de 1970 e 1980
Maurilio viaja o mundo
Na década de 70, época do movimento do rock and roll, bossanovista e do tropicalismo, o trompetista Maurílio Santos integrou a banda do cantor Wilson Simonal. Esta nova atividade era um grande desafio para o músico.
Maurilio teve a oportunidade de percorrer o Brasil e o mundo nessa época e, durante a Copa do Mundo no México, apresentou-se em um grande show naquele país.
De volta ao Brasil
De volta ao Brasil, no ano de "1983" no Rio de Janeiro, sua cidade natal, o trumpetista foi surpreendido com um convite para participar da Orquestra da Rede Globo.
Na orquestra, participou do Especial de Roberto Carlos na Rede Globo, no mesmo ano, foi onde Maurilio recebera uma homenagem que além de ter sido muito importante, rendeu ao trumpetista vários convites para apresentações solo.

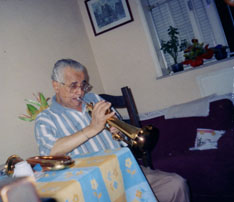
Maurílio Santos (maio de 2008)

### Anos 1990
Orquestra Tabajara
Já na década de 90, o musico recebe convite muito especial do Maestro Severino Araújo para integrar o corpo da Orquestra Tabajara, onde Maurílio Santos participou da gravação de vários fonogramas e viagens internacionais.Severino Araújo

### Aposentadoria
Atualmente o músico não tem condições fisicas para dá continuidade a carreira, pois está no auge dos seus 87 anos e está aposentado, mas sempre que surge uma oportunidade, ele não abandona o seu trompete e toca para familiares e amigos.
Maurílio ainda auxilia filhos e netos ensinando, tirando dúvidas e orientando quanto a melhor forma para obter uma boa nota musical de qualquer instrumento.

## Morte
Maurílio Santos faleceu à 00:52 min do dia 26 de junho de 2017.  